# 18e brigade d'aviation de l'armée de la Garde
Ne doit pas être confondu avec 18e brigade d'aviation de l'armée.
Pour les articles homonymes, voir 18e brigade.
La 18e brigade d'aviation de l'armée de la Garde (en russe : 18-я гвардейская бригада армейской авиации, abrégé 18 браа) est une unité aérienne des forces aérospatiales russes (n° d'unité 42838).
Le régiment fait partie de la 11e armée aérienne du district militaire est, basé à l'aérodrome de Khabarovsk-Tsentralny de Khabarovsk.

## Historique
L'unité hérite des traditions de la 265e base aérienne (n° d'unité 35471), mais moins d'un an après sa formation, elle est transformée en 573e base d'aviation de l'armée (2e classe), au sein du 3e commandement de l'armée de l'air et des forces de défense aérienne (ru). La brigade est finalement créée le 1er décembre 2010. Sa garnison est située sur l'aérodrome de Khabarovsk-Tsentralny de Khabarovsk.
Initialement, la 573e base aérienne de l'armée est équipée de Mi-8MT et de Mi-26. En 2013, le Mi-8MT est remplacé par le Mi-8AMTSh. En 2014, un escadron d'hélicoptères d'attaque Ka-52 est ajouté à la base aérienne.
Fin 2017, la 573e base d'aviation de l'armée est réorganisée en 18e brigade d'aviation de l'armée.
En février 2022, dans le cadre de l'invasion russe de l'Ukraine, la 18e brigade participe à l'offensive de Kiev.
Par décret du Président de la fédération de Russie du 25 août 2023, la 18e brigade reçoit le titre honorifique de la « Garde ».

## Commandants
- Colonel Igor Borissovitch Zaïtsev (1er décembre 2010 - 31 août 2013) ;
- Colonel Ivan Ivanovitch Nerousine (31 août 2013 - 9 avril 2015) ;
- Colonel Dmitri Ivanovitch Zemliakov (9 avril 2015 - 2021)[1];
- Colonel Albert Ildoussovitch Iglamov (depuis 2021) ;